# XXIV Liceum Ogólnokształcące im. Cypriana Norwida w Warszawie
XXIV Liceum Ogólnokształcące im. Cypriana Norwida – liceum ogólnokształcące w Warszawie utworzone w 1946 roku. Znajduje się przy ul. Obozowej 60, w dzielnicy Wola.

## Historia szkoły
Szkoła istniała w Boernerowie już od jesieni 1944 roku – założona dla uciekinierów z powstańczej Warszawy przez Jadwigę Markiewicz, dr filozofii, pielęgniarkę i nauczycielkę matematyki. XXIV LO im. Cypriana Norwida uprawnienia szkoły państwowej otrzymało w roku szkolnym 1945/46.
W swojej historii szkoła występowała również pod następującymi nazwami:
- 1945/46 – 1946/47 – Prywatne Gimnazjum i Liceum Koedukacyjne w Boernerowie
- 1947/48 – Samorządowe Gimnazjum i Liceum Koedukacyjne w Boernerowie
- 1948/49 – 1949/50 – Samorządowa Szkoła Ogólnokształcąca Stopnia Licealnego w Boernerowie
- 1950/51 – 1957/58 – Państwowa Szkoła Ogólnokształcąca Stopnia Licealnego w Boernerowie

W 1952 r. Boernerowo przemianowano na Bemowo
- 1958/59 – 1959/60 – Państwowa Szkoła Ogólnokształcąca Stopnia Podstawowego i Licealnego nr 24 w Warszawie Bemowie
- 1960/61 – 1961/62 – Szkoła Podstawowa i Liceum Ogólnokształcące nr 24 w Warszawie Bemowie
- 1962/63 – 1963/64 – Szkoła Ogólnokształcąca Stopnia Podstawowego i Licealnego nr 24 w Warszawie Bemowie
- 1964/65 – 1971/72 – XXIV Liceum Ogólnokształcące w Warszawie
- od 7.10.1972 – XXIV Liceum Ogólnokształcące im. Cypriana Norwida w Warszawie

## Dyrektorzy
- Jadwiga Markiewicz (1947–1954)
- Alina Świderska (1954–1956)
- Władysław Pikiewicz (1956–1959)
- Maria Trojanowska (1959–1963)
- Henryk Konopka (1963–1967)
- Irena Grycewicz (1967–1985)
- Czesław Dobczyński (1985–1986)
- Barbara Szewczyk (1986–1989)
- Ryszard Wojciechowski (1989–2018)
- Anna Rzewuska-Kowalczyk (od 2018)

## Absolwenci (m.in.)
- Bronisław Komorowski